# كاتدرائية الضريح الوطني لعيد الحبل بلا دنس

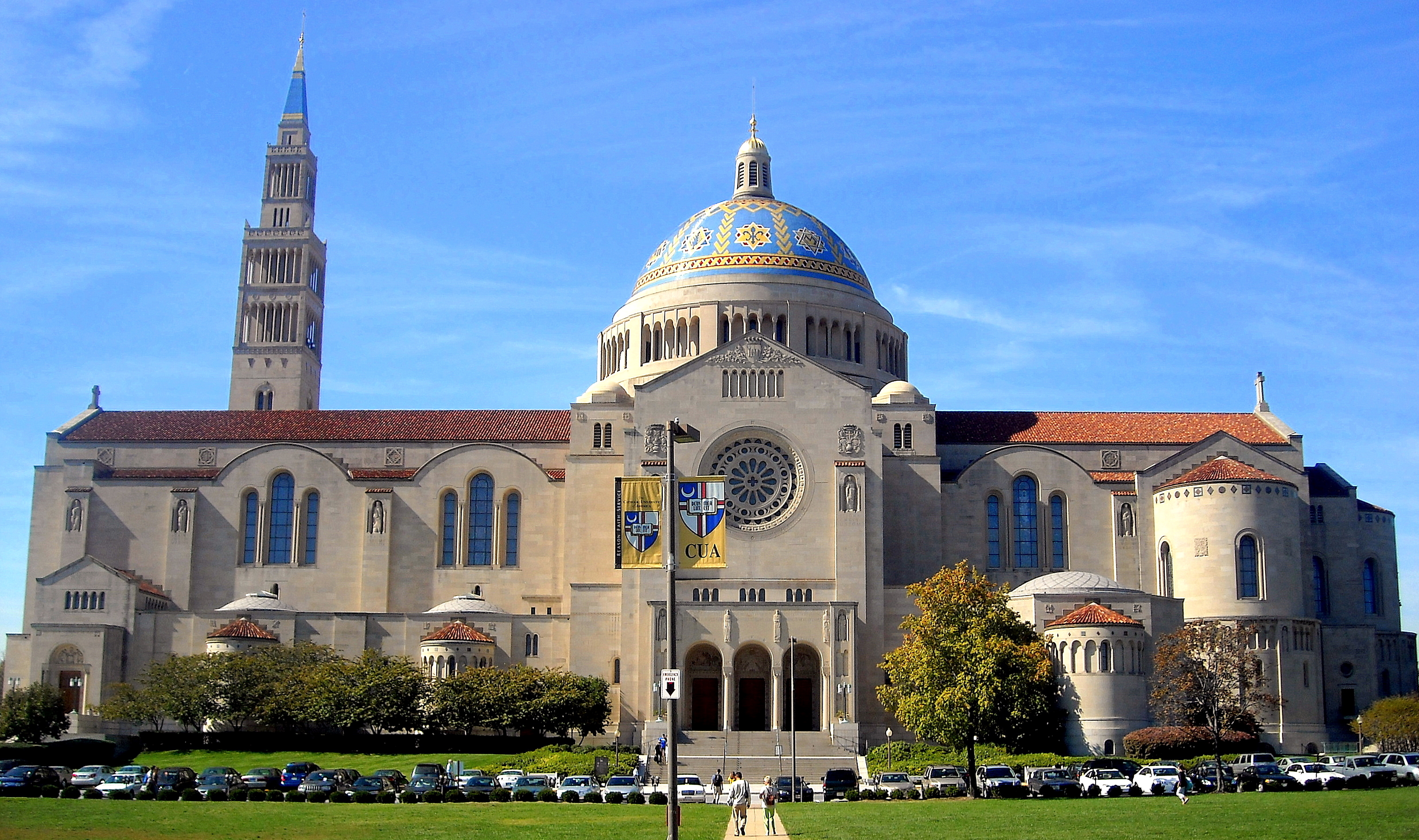
كاتدرائية الضريح الوطني.

كاتدرائية الضريح الوطني لعيد الحبل بلا دنس، هي كنيسة كاثوليكية تقع في واشنطن العاصمة بالولايات المتحدة الأمريكية. بُنيّت الكادترائية تكريماً لحمل السيدة مريم العذراء بالمسيح، كذلك لتكون شفيعة للولايات المتحدة، والهيكل الثامن كُبراً في العالم، كذلك هي أطول مباني واشنطن العاصمة. يزور الكاتدرائية حوالي مليون حاج سنوياً. والكنيسة تقع في شارع ميتشغن في شمال شرق المدينة، وقد بُنيت على الأرض التي تبرعت بها الجامعة الكاثوليكية الأمريكية.

## معرض صور

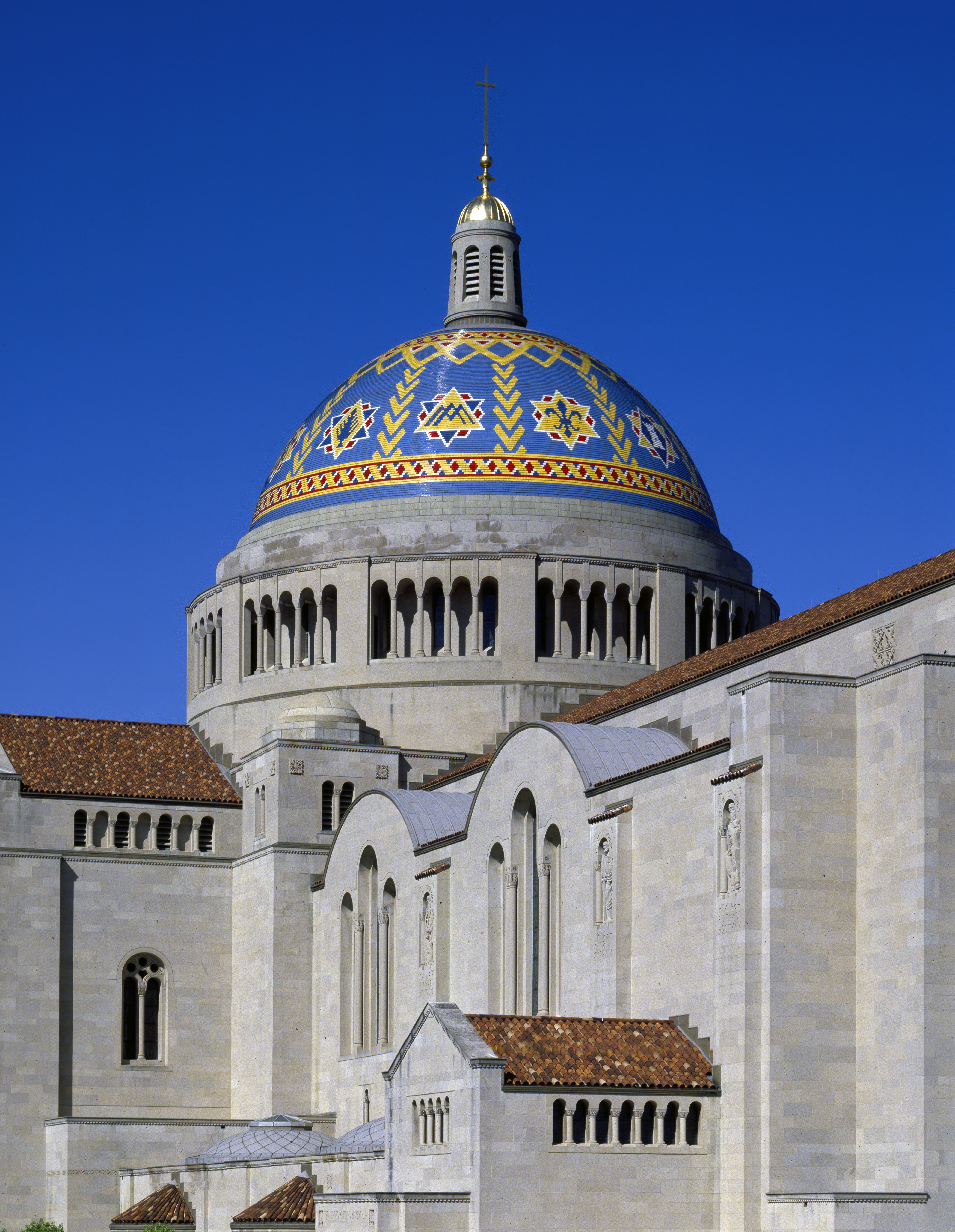
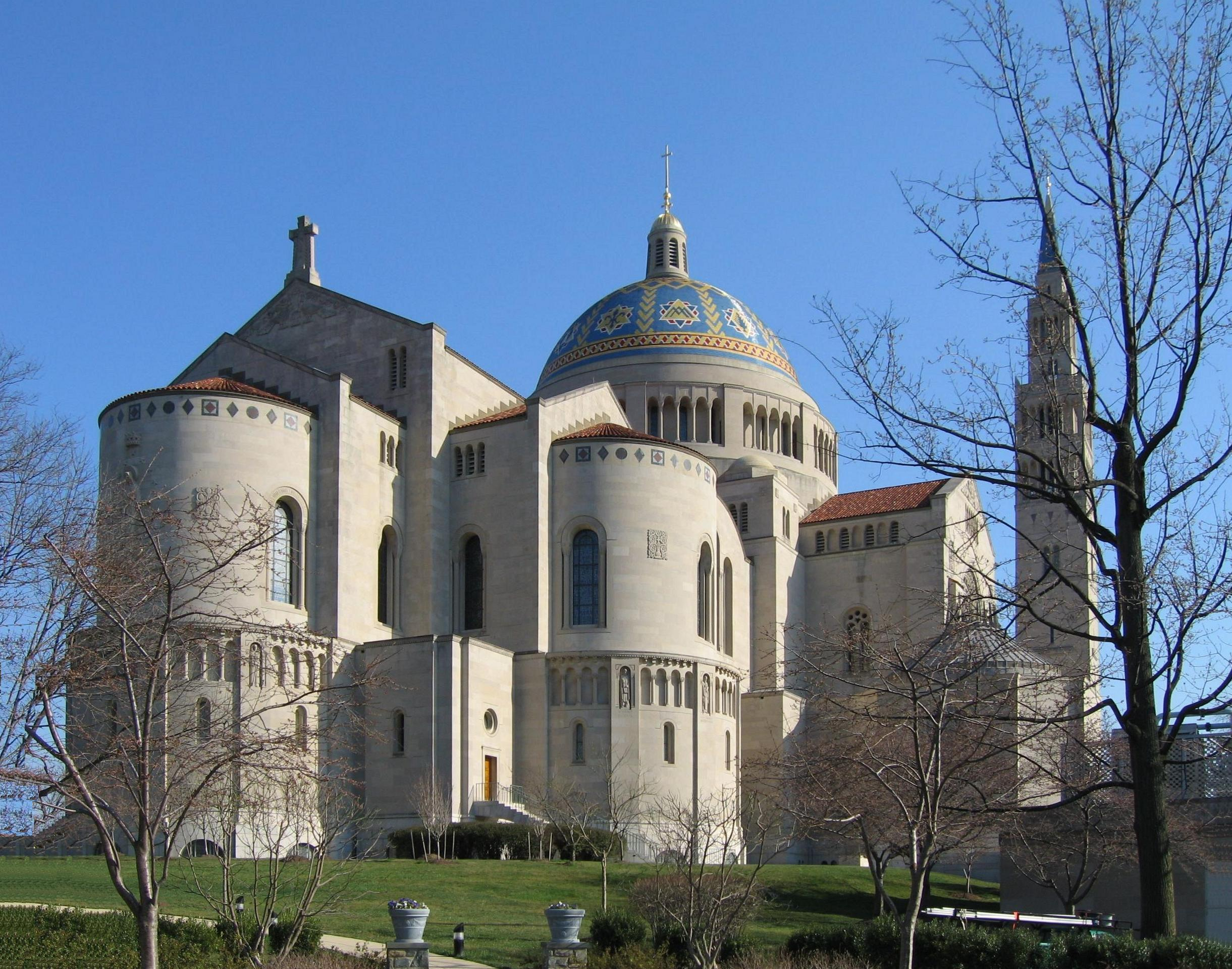
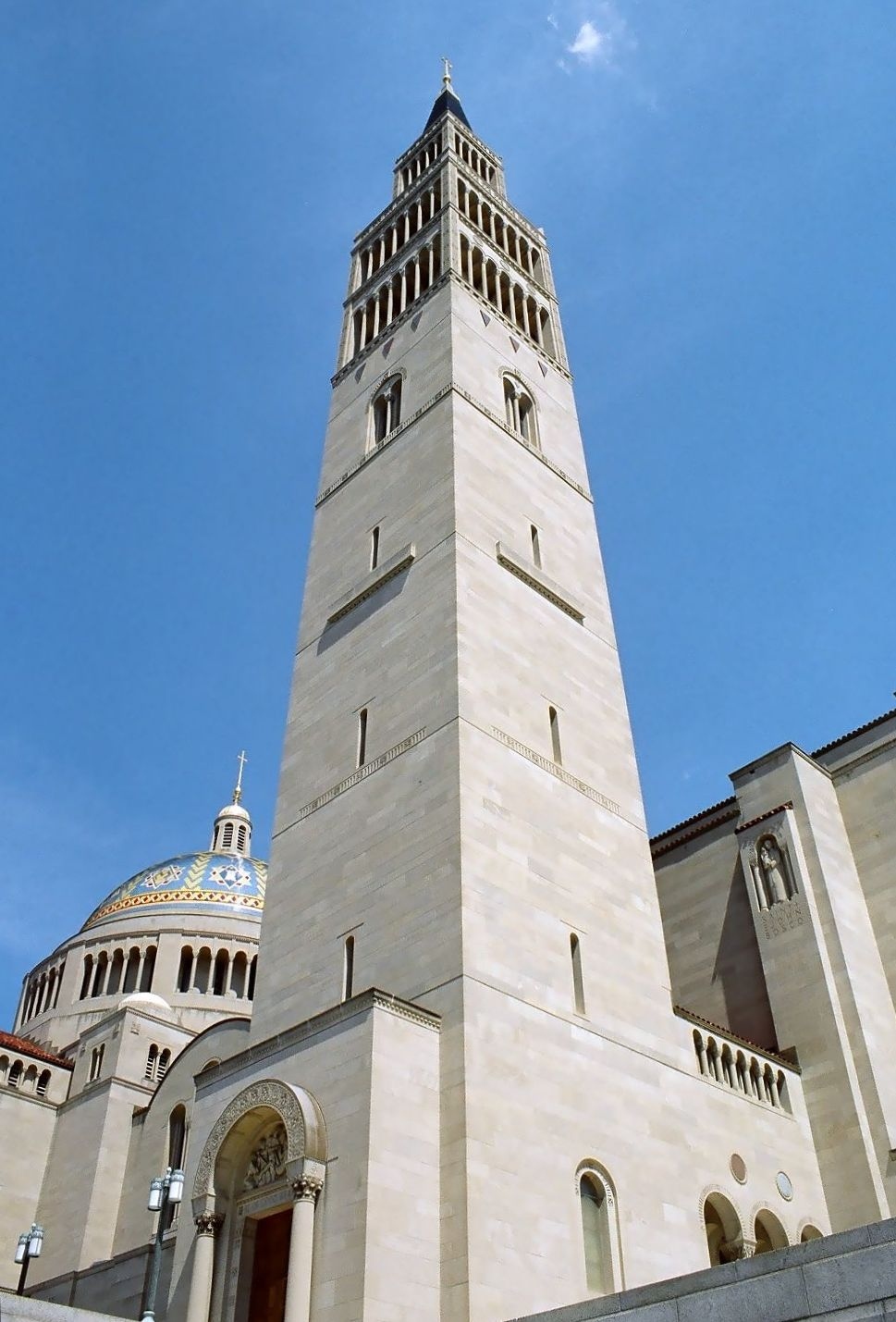
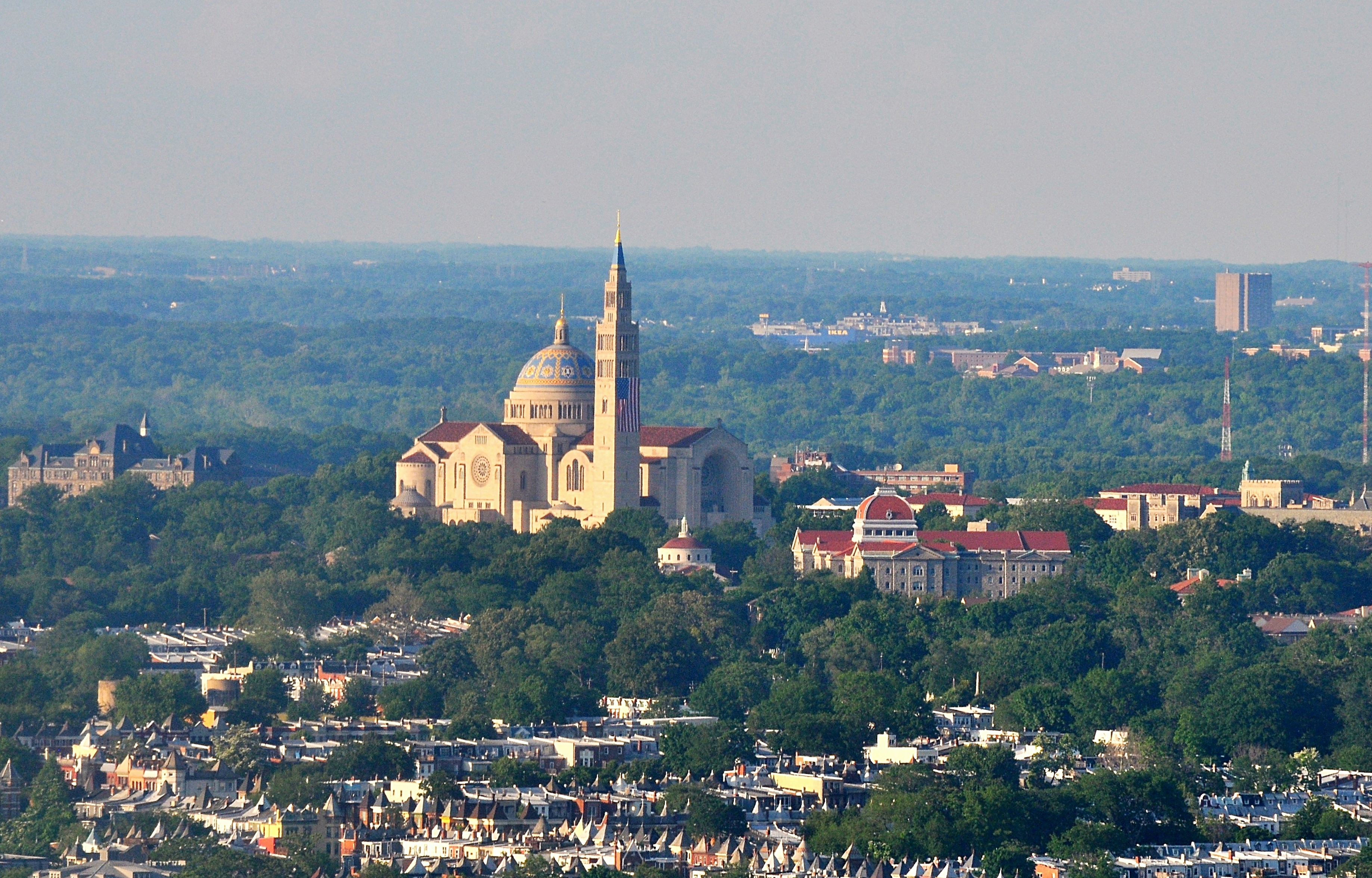